# Pneumocystis jirovecii
Pneumocystis jirovecii (antiguamente conocido como P. carinii), es un hongo patógeno, oportunista, extracelular, que parasita el árbol respiratorio del ser humano, produciendo una infestación que se manifiesta en muchos pacientes que han sufrido de inmunosupresión. Es un agente infeccioso común entre los afectados por el Síndrome de Inmunodeficiencia Adquirida (SIDA). Hoy día, entre los pacientes infectados por el VIH, la infección por P. jirovecii es menos frecuente en Europa y Norteamérica por el desarrollo de los fármacos antiretrovirales que permite pautas de tratamiento que controlan la replicación viral. Esta enfermedad es conocida como neumocistosis.
En un principio, se pensó que este germen era un protista, no clasificándose como hongo hasta que el desarrollo de las técnicas moleculares de análisis filogenético han permitido identificar su ADN como perteneciente a un hongo ascomiceto. Este hongo se desarrolla en el tejido parenquimático de los pulmones sin producir síntomas, siendo capaz de producir una infección en pacientes con inmunodepresión. Causas que alteran las defensas inmunitarias hasta un grado incapaz de erradicar el P. jirovecii son el sida y la administración de fármacos antitumorales.

## Historia
El primer reporte de este género parece haber sido el de Carlos Chagas en 1909, quien lo descubrió en animales de experimentación, pero lo confundió con parte del ciclo de vida de Trypanosoma cruzi (agente causal de la enfermedad de Chagas) y luego llamó a ambos organismos Schizotrypanum cruzi , una forma de tripanosoma que infecta a los humanos. El redescubrimiento de los quistes de Pneumocystis fue informado por Antonio Carini en 1910, también en Brasil. El género fue nuevamente descubierto en 1912 por Delanoë y Delanoë, esta vez en el Instituto Pasteur. en París, quien lo encontró en ratas y propuso el nombre de género y especie Pneumocystis carinii en honor a Carini.
Pneumocystis fue redescrito como patógeno humano en 1942 por dos investigadores holandeses, Van der Meer y Brug, quienes lo encontraron en tres casos nuevos: un bebé de 3 meses con cardiopatía congénita y en dos de 104 casos de autopsia: un niño de 4 meses. infante de un mes y un adulto de 21 años. Habiendo solo una especie descrita en el género, consideraron que el parásito humano era P. carinii. Nueve años más tarde (1951), el Dr. Josef Vanek de la Universidad Charles de Praga, Checoslovaquia, mostró en un estudio de secciones pulmonares de 16 niños que el organismo denominado " P. carinii " era el agente causante de la neumonía en estos niños. Al año siguiente, Jírovec reportó a " P. carinii " como la causa de neumonía intersticial en neonatos. Tras darse cuenta de que el Pneumocystis de los humanos no podía infectar animales de experimentación como las ratas y que la forma de Pneumocystis en ratas difería fisiológicamente y tenía diferentes propiedades antigénicas, Frenkel fue el primero en reconocer el patógeno humano como una especie distinta. Lo llamó " Pneumocystis jiroveci " (corregido a P. jirovecii - ver nomenclatura arriba). Existía controversia sobre el reetiquetado de P. carinii en humanos como P. jirovecii, razón por la cual ambos nombres todavía aparecen en las publicaciones. Sin embargo, solo el nombre P. jirovecii se usa exclusivamente para el patógeno humano, mientras que el nombre P. carinii ha tenido una aplicación más amplia para muchas especies. Frenkel y los que le precedieron creían que todos los Pneumocystis eran protozoos, pero poco después comenzaron a acumularse pruebas de que Pneumocystis era un género fúngico. Estudios recientes muestran que es un género inusual de levaduras de Ascomycota perteneciente a la subdivisión Taphrinomycotina. Cada primate probado, incluidos los humanos, parece tener su propio tipo de Pneumocystis que es incapaz de infectar de forma cruzada a otras especies huésped y ha evolucionado conjuntamente con cada especie. Actualmente, solo cinco especies han sido nombradas formalmente: P. jirovecii de humanos, P. carinii como originalmente se nombró de ratas, P. murina de ratones, P. wakefieldiae también de ratas, y P. oryctolagi de conejos.
Los informes históricos e incluso recientes de P. carinii de humanos se basan en clasificaciones más antiguas (todavía utilizadas por muchos, o aquellos que aún debaten el reconocimiento de distintas especies en el género Pneumocystis), lo que no significa que la verdadera P. carinii de ratas realmente infecte humanos En un sistema de clasificación intermedio, los diversos taxones en diferentes mamíferos se han denominado formas especiales o formas. Por ejemplo, la "forma" humana se llamó Pneumocystis carinii f. [o F. sp.] hominis, mientras que la forma original que infectaba a las ratas se llamaba Pneumocystis carinii f. [o F. sp.] carinios. Esta terminología todavía es utilizada por algunos investigadores. Las especies de Pneumocystis vistas originalmente por Chagas aún no han sido nombradas como especies distintas. Es de suponer que existen muchas otras especies no descritas y las que se han detectado en muchos mamíferos solo se conocen a partir de la detección de muestras moleculares de tejido o fluidos pulmonares, en lugar de la observación física directa. [29] [30] Actualmente, son taxones crípticos.

## Patogenia
P. jirovecii no puede mantenerse fuera del pulmón del hospedador humano, de hecho, son formas distintas del hongo que infectan las diferentes especies animales. P. jirovecii es el nombre del agente causante de la Neumocistosis humana, la cual es incapaz de infectar a otras especies animales. Asimismo, los organismos que se encuentran en animales no pueden infectar a los seres humanos. A pesar de que no se comprende aún la dinámica de transmisión del P. jirovecii, las evidencias actuales demuestran que ocurre de humano a humano, probablemente a través de partículas transportadas en el aire. Esta ruta se ve favorecida por encima de la teoría que el individuo cargaba al microorganismo desde la infancia, basado en pruebas que provienen de la observación de que una misma cepa del organismo infecta a los pacientes de un mismo hospital. Una vez dentro del pulmón del hospedador, una forma haploide trófica del P. jirovecii parece adherirse a las membranas celulares alveolares para luego formar agrupaciones que progresan a desarrollar quistes. Los quistes producen ocho esporozoitos que permanecen dentro de los quistes para luego ser liberados y diferenciarse en trofozoítos. Un mecanismo de supervivencia en el pulmón del hospedador puede implicar la desactivación de la actividad fagocitaria y la reducción de la activación de los macrófagos alveolares.
Pneumocystis jirovecii no es un protozoo, la nomenclatura de "quiste" y "trofozoito" es inadecuada. La forma actualizada sería "Cuerpos de Pneumocystis jirovecii"; "Ascas de Pneumocystis jirovecii"; "Formas de Pneumocystis jirovecii"

## Tinción
Este hongo al igual que otros microorganismos, como el histoplasma se colorea con técnicas de  tinción argéntica usando metenamina.

## Cuadro clínico
El cuadro patológico que produce no es muy específico, pero presenta síntomas clínicos de neumonía, tos sin expectoración, disnea, fiebre, pérdida de peso, temblores, expectoración con sangre (rara) e infiltración bilateral en la radiografía de tórax. Además, es característico del cuadro clínico la desaturación rápida tras pedirle al paciente que efectue un esfuerzo simple, puede pasar a saturar 70% en segundos. En el examen físico los síntomas no son muy específicos, pero se encuentra: incremento en el ritmo respiratorio y cardiaco. El diagnóstico se realiza con la visualización de P. jirovecii mediante tinción en muestras de secreciones bronquiales obtenidas mediante Lavado Bronco Alveolar (LBA, BAL en inglés) el cual tiene una sensibilidad mayor de 90%. En ocasiones se observa el germen en muestras de esputo, pero este tipo de muestra tiene una sensibilidad muy baja. Las tinciones empleadas para visualizar al germen son diversas: tinción de Gomori, tinción argéntica, inmunofluorescencia directa.

## Tratamiento
El tratamiento de la infección se realiza con trimetoprim-sulfametoxazol (co-trimoxazol). En caso de fracaso terapéutico, el tratamiento alternativo de elección es el uso de pentamidina o atovaquona.

## Prevención
La profilaxis en pacientes inmunosuprimidos está recomendada en aquellos con un conteo inferior a 200 linfocitos T CD4, como opción farmacológica, se utiliza la pentamidina o cotrimoxazol. La incidencia de neumonía por P. jirovecii es menor de 1% en pacientes VIH positivos con conteo linfocitario CD4 mayores de 200 linfocitos.

## Nomenclatura
El nombre P. jiroveci, para distinguir el organismo encontrado en humanos de otras variantes de Pneumocystis, fue inicialmente propuesto en 1976 en honor del bacteriólogo checo Otto Jirovec, que fue el que originalmente describió la neumonía por Pneumocystis en humanos en 1952. Posteriormente el análisis de ADN demostró diferencias significativas en la variante humana, la propuesta del cambio de nombre fue realizada en 1999; P. carinii describe la especie encontrada en ratas.